# 苏马亚
苏马亚（西班牙語：Zumaya）是西班牙巴斯克自治区吉普斯夸省的一个市镇。总面积11平方公里，总人口8527人（2001年），人口密度775人/平方公里。